# Hapsidomyces venezuelensis
Hapsidomyces venezuelensis — вид грибів, що належить до монотипового роду Hapsidomyces.